# KS Gramozi Ersekë
A Gramozi Ersekë albán labdarúgóklub, székhelye Erseka városában található. Jelenleg az albán első osztályban szerepel. Hazai mérkőzéseit a Fusha Sportive Ersekë-ben rendezi.

## Névváltozások
- 1925–1949: KS Gramozi
- 1949–1951: KS Ersekë
- 1951–1958: Puna Ersekë

1958 óta jelenlegi nevén szerepel.

## Története
A klubot 1925-ben alapították. Legnagyobb sikerét 2009. május 30-án ünnepelte, mikor az élvonalba jutásért játszott osztályozón hosszabbítás után 5–2-es arányban múlta felül a Bylis Ballsh együttesét, így az albán első osztályba lépett. A debütálás sikertelen volt, a csapat rossz teljesítménnyel utolsó helyen búcsúzott.

## Külső hivatkozások
- Adatlapja az uefa.com-on (angolul)
- Adatlapja Archiválva 2008. október 24-i dátummal a Wayback Machine-ben a weltfussballarchiv.com-on (angolul)
- Legutóbbi eredményei a soccerway.com-on (angolul)